# Amytis de Rowley
Amytornis rowleyi
Espèce
Statut de conservation UICN

LC : Préoccupation mineure
L’Amytis de Rowley (Amytornis rowleyi)  est une espèce de passereaux de la famille des Maluridae. Cet oiseau vit dans l'ouest du Queensland. L'espèce était considérée comme une sous-espèce d’Amytornis striatus jusqu'en 2013.

## Systématique
L'espèce Amytornis rowleyi a été décrite pour la première fois en 1999 par les ornithologues australiens Richard Schodde et Ian J. Mason sous le protonyme Amytornis striatus rowleyi.

## Étymologie
Son épithète spécifique, rowleyi, lui a été donnée en l'honneur de l'ornithologue Ian Rowley (1926-2009).